# Логографічне письмо
Логографічне письмо — письмо на основі логограм або логографів, тобто графем, що позначають слово або морфему. Логограма протистоїть фонограмі, яка може виражатися фонемою або комбінацією фонем, і детермінативом, який визначає граматичні категорії.
Логограми також відомі як «ідеограми» або «ієрогліфи». Щиро кажучи, ідеограма являє собою певну ідею, а не слово чи морфему.
Логограми складаються зі зримих елементів, що розташовані по-різному, на відміну від алфавітних мов, що використовують сегментні фонеми. Таким чином, легше впізнати або запам'ятати звукову форму слів, написаних на алфавіті, а у випадку з ідеограмами легше запам'ятати або здогадатися про значення слів. Ще однією відмінною рисою логограм є те, що одна логограма може використовуватися різними мовами для позначення слів зі схожими значеннями. Хоча різні мови можуть використовувати однакові або схожі алфавіти, абугіди, силабічні абетки тощо, ступінь ідентичності репрезентації слів з різницею вимов набагато обмеженіша.

## Логограматичні системи

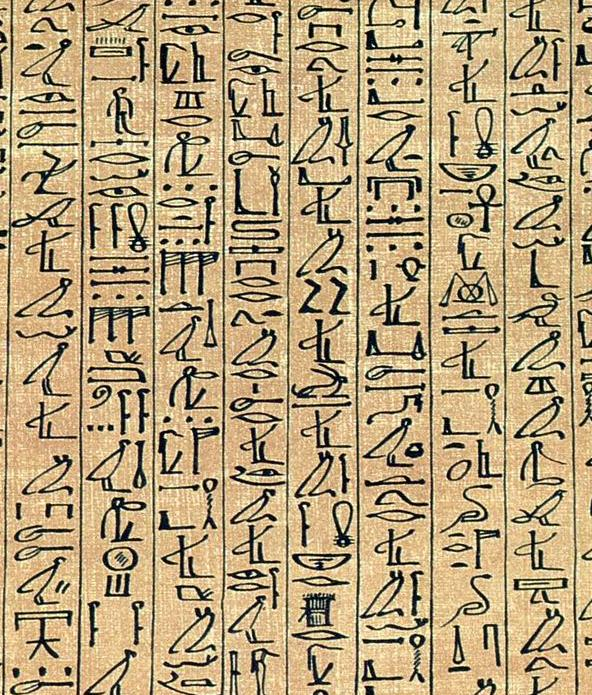
Єгипетські ієрогліфи, логограми за походженням

Логограматична система, або логограф, вважається найдавнішою справжньою письмовою системою. Багато перших цивілізацій в Індії, Китаї, Центральній Америці та на Близькому Сході використовували логограматичне письмо.
Проте не існує жодної чисто логограматичної писемності, оскільки її використання було б непрактичним. Замість цього скрізь використовували принцип ребуса з метою збільшення фонетичного діапазону письма. Термін  логосилабічне письмо часто вживається для акцентування частково фонетичної природи даної писемності, хоча щодо ієрогліфів цей термін буде некоректний. У китайській мові відбувався додатковий процес злиття таких фонетичних елементів з детермінативами. Ці фонетичні утворення становили основну частину писемності.
Непослідовність логографічних систем письма можна продемонструвати на прикладі китайської мови. Незважаючи на те, що більшість китайських ієрогліфів є морфемами, існують винятки, коли взаємно однозначна відповідність між морфемою та складом зводиться до нуля. Близько 10 % морфем в класичній китайській мові є двоскладовими. На письмі вони позначаються двома ієрогліфами, а не одним. Наприклад, китайське слово 蜘蛛 zhīzhū (павук) створено шляхом злиття 知 朱 zhīzhū (досл. «знати кіновар») з детермінативом 虫, що означає «комаха». Ні 蜘, ні 蛛 не трапляються окремо, крім випадків, коли вони використовуються замість 蜘蛛 в поезії. Також і в давньокитайській мові були біморфемні односкладові слова; їх зображували одним ієрогліфом. Наприклад, 王 транскрибується як wáng (король), так і wàng (правити). Останнє, очевидно, походить від першого слова з суфіксом, *hjwang-s, який зберігається в сучасному варіанті з низхідним тоном. Однак у сучасному путунхуа біморфемні склади пишуться двома ієрогліфами: 花儿 huār (квіточка).
Логограми використовуються в сучасній стенографії при написанні загальновідомих слів. Також, числівник та математичні символи, використовувані в алфавітних системах, є логограмами — 1 один, 2 два, + плюс, = дорівнює тощо. В англійській мові знак & вживається замість and або et (&c як заміна et cetera), % замість  відсоток, $ — долар, € — євро , і т. д.

## Ідеографічні та фонетичні величини

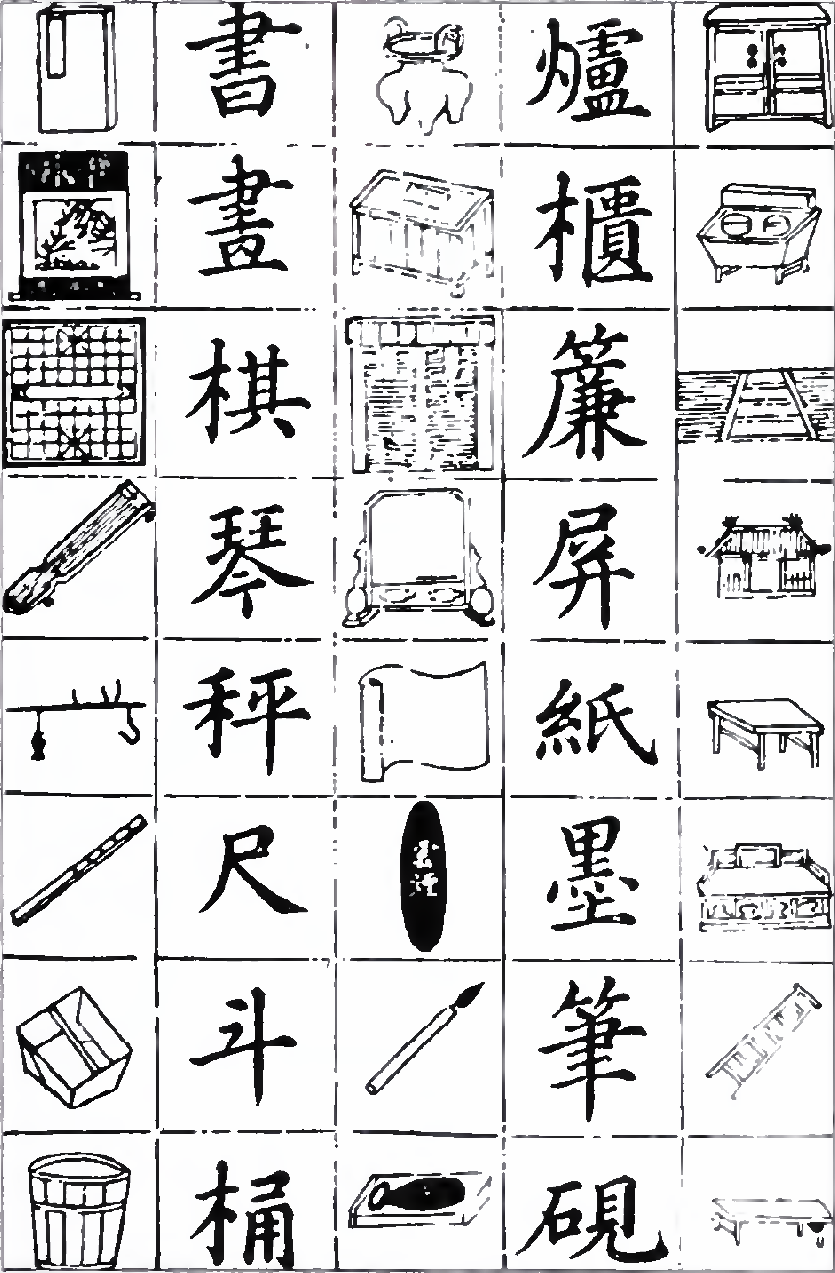
Уривок з перших 1436 китайських ієрогліфів

Всі логограматичні системи мають фонетичну величину (наприклад, «a» у логограмі @ at). Бувають випадки, як у акадському варіанті клинопису, коли переважна більшість ієрогліфів використовуються не в логограматичному сенсі, а для вираження звукового значення. Багато логограматичних системи мають ідеографічний компонент, що називається «детермінативом», як у випадку з єгипетською мовою або «радикалами» в китайській. Типове вживання в єгипетській полягає в збільшенні логограми, яка може становити декілька слів з різними вимовами, з детермінативом для звуження значення і фонетичним компонентом для уточнення вимови. У китайській мові більшість ієрогліфів є фіксованими комбінаціями радикала, який вказує на семантичну категорію, і фонетичного компонента як уточнювача вимови. Система мая використовувала логограми з фонетичними ускладнювачами, як і в єгипетській мові, хоча в ній були відсутні ідеографічні компоненти.

## Переваги та недоліки

### Відокремлення письма та вимови
Головна відмінність логограм від інших письмових систем полягає в тому, що графеми напряму не пов'язані з вимовою. Перевагою в цьому випадку є те, що людині не потрібно розуміти вимову або мову, якою говорив автор тексту. Читач зрозуміє значення 1, незалежно від того, чи звучить воно мовою автора тексту  один, one, ити  або wāḥid. Таким чином, люди, що говорять різними діалектами китайської мови, можуть не зрозуміти один одного під час розмови, але певною мірою зрозуміють під час листування, навіть якщо вони не вміють говорити нормованою китайською. Загалом у Східній Азії (Китай, В'єтнам, Корея, Японія) до Нового часу письмова комунікація була нормою в міжнародній торгівлі та дипломатії. Глухі люди також вважають логографічні системи легшими для вивчення, оскільки слова не пов'язані зі звучанням.
Водночас, таке роз'єднання написання й вимови має величезний недолік, адже при вивченні такої мови доводиться запам'ятовування безліч логограм окремо від вимови. Хоча це зазвичай невластиво для логограм, проте, наприклад, в японській мові майже кожен ієрогліф має декілька варіантів вимови. Фонетичний ряд ієрогліфа пишеться так само, як і вимовляється, хоча невелика розбіжність у вимові може стати причиною появи двозначності. Багато алфавітних систем, наприклад, грецької, латинської, італійської або фінської мов, знаходять компроміс, який виражається в нормуванні написання слів і збереженні чіткої відповідності між літерами і їхньою вимовою. Орфографія англійської складніша, ніж у вищезгаданих мов, і комбінації літер часто вимовляються по-різному. Хангиль, корейська система писемності, є прикладом алфавіту, спеціально розробленого на заміну логографічного письма ханча для спрощення вивчення письма, а отже й підвищення рівня грамотності.

## Приклади логографічних писемностей
- Логоконсонантне письмо:
  - Єгипетське письмо (ієрогліфічне, ієратичне та демотичне) — давньоєгипетська мова
- Логосилабічне письмо:
  - Хеттське ієрогліфічне письмо — лувійська мова
  - Клинопис — шумерська, аккадска; еламська, хаттська, хурритська та урартска мови
  - Писемність донгба — мова насі
  - тангутского писемність — тангутска мова
  - Ієрогліфи мая — мова чорті, юкатекська та інші класичні мови мая
  - Письмо ї — різні мови і
  - Китайська писемність — китайська, японська, корейська, в'єтнамська мови
  - Похідні від китайського письма:
    - Тьи-ном (Chữ nôm) — в'єтнамська
    - Писемність ґеба — мова насі
    - Чжурчженьске письмо — чжурчженьска мову
    - Велика киданська писемність — киданська мова
    - Чжуанське письмо — чжуанська мова